# Синельщикова, Лариса Васильевна
Лари́са Васи́льевна Сине́льщикова (род. 10 февраля 1963, Псебай, Краснодарский край) — российский медиа-менеджер и продюсер. Член Академии российского телевидения, лауреат национальной телевизионной премии ТЭФИ.

## Биография

### Ранние годы, образование
Родилась 10 февраля 1963 года в посёлке Псебай Мостовского района Краснодарского края. В 1979 году с окончанием средней школы № 4 уехала в Москву и поступила в Российский институт театрального искусства (ГИТИС). В 1984 году она получила диплом по специальности «режиссёр».

### Работа на ТВ-6 и ВИD
С 1993 по 1998 год по приглашению Александра Пономарёва Лариса Синельщикова занимала пост вице-президента телеканала, также с 1994 была генеральным директором входящего в структуру канала агентства «ТВ-6 Медиа» — первого в России агентства по продаже телевизионной рекламы.
В 1998 по приглашению Александра Любимова заняла должность генерального директора ЗАО «Телекомпания ВИD», крупного поставщика телепередач и шоу для телеканала ОРТ. В 2000 году Синельщикова оставила должность генерального директора, возглавила совет директоров «ВИDа» и занимала этот пост вплоть до 2007 года.
В 2001 году Синельщикова стала членом Академии российского телевидения.

### Красный квадрат
В июле 2007 Синельщикова основала собственную телекомпанию «Красный квадрат», которая стала первым в России телевизионным холдингом полного цикла, который занимался производством телепрограмм, техническим обеспечением съёмок, дистрибуцией прав, рекламой, спонсорскими контрактами, интернет-проектами и проектами в сфере шоу-бизнеса. Главным образом компания работала с «Первым каналом» и производила для него самые важные и рейтинговые проекты. Также структура «Красного квадрата» отвечала за съёмку 54-го конкурса «Евровидение», который прошёл в Москве в 2009 году.
К началу 2010 годов «Красный квадрат» стал крупнейшим в России производителем телевизионного контента. По оценке KVG Research, в 2012 году в эфир вышло 58 шоу, телефильмов и сериалов производства «Красного Квадрата» общей продолжительностью 1159 часов — десятая часть всего премьерного времени на российском телевидении, на четверть больше, чем у ближайшего конкурента. Многие проекты «Красного квадрата» шли в вечерний прайм-тайм Первого канала. В их числе «Голос», «Кто хочет стать миллионером?», «Минута славы», «Давай поженимся», «Модный приговор», «Познер» и другие. По информации «Интерфакса», выручка «Красного квадрата» в 2013 году составила 4,64 миллиарда рублей, чистая прибыль — 2,63 миллиарда.
По информации газеты «Ведомости», с 2012 года Синельщикова планировала продажу «Красного квадрата». В середине 2013 года «Красный квадрат» присоединил к себе ряд дочерних юридических лиц. В апреле 2014 года стало известно, что Синельщикова договорилась о продаже 51 % в уставных капиталах структур «Красного квадрата» Аркадию Ротенбергу. Официальный представитель бизнесмена Андрей Батурин объяснил интерес Ротенберга к компании растущей значимостью контента для современных медиа и необходимостью делать ставку на «первых и лучших». Стороны не раскрывали условия сделки, но отметили, что компания была оценена выше рынка. Ранее было известно, что напрямую Синельщиковой принадлежали небольшие доли в составлявших «Красный квадрат» компаниях, а основные находились в собственности офшорных структур. В ходе этой сделки была впервые раскрыта структура владения телекомпанией, а Синельщикова была названа конечным бенефициаром всех компаний.
С появлением нового акционера в руководстве «Красного квадрата» прошли кадровые перестановки, а сама компания начала сотрудничать с главным конкурентом «Первого канала» — ВГТРК. «Ведомости» со ссылкой на высокопоставленного сотрудника «Первого» отмечали, что это привело к заметному охлаждению в отношениях телеканала и телекомпании. В июле 2015 года в ходе второй сделки Ротенберг выкупил у Синельщиковой оставшиеся 49 % компании и стал единственным владельцем «Красного квадрата».

### Первое музыкальное издательство
В 2015 году после завершения продажи «Красного квадрата» Синельщикова договорилась о выходе из капитала «Первого музыкального издательства», в котором с 2007 года напрямую владела долей в 60 %, а ранее — через долю в студии звукозаписи REAL Records. ПМИ было основано в 2003 году, и к середине 2010-х стало одним из крупнейших музыкальных издательств в стране. В 2014 году выручка ПМИ составила 403 миллиона рублей, чистая прибыль — 54 миллиона. О сделке стало известно в сентябре 2016 года. Доля Синельщиковой была распределена между продюсерами Виктором Дробышем, Владимиром Дубовицким, Игорем Матвиенко, Константином Меладзе и Максимом Фадеевым, с которыми она работала много лет. Сумма соглашения не раскрывалась.

## Награды

### Государственные
- Медаль ордена «За заслуги перед Отечеством» II степени (27 ноября 2006 года) — за большой вклад в развитие отечественного телерадиовещания и многолетнюю плодотворную деятельность[22]
- Медаль ордена «За заслуги перед Отечеством» I степени (23 апреля 2008 года) — за информационное обеспечение и активную общественную деятельность по развитию гражданского общества в Российской Федерации[23]
- Почётная грамота Президента Российской Федерации (9 декабря 2009) — За активное участие в подготовке и проведении конкурса эстрадной песни «Евровидение-2009» в городе Москве[24]
- Благодарность Президента Российской Федерации (5 апреля 2012) — за активное участие в организации и проведении праздника «День семьи, любви и верности[25].

### Профессиональные
- Финалист ТЭФИ-2003 в номинации «Продюсер» за телешоу «Последний герой — 3» (совместно с Александром Любимовым и Константином Эрнстом)[26]
- Финалист ТЭФИ-2004 в номинации «Сценарист телевизионной программы» за телешоу «Последний герой. Конец игры» (совместно с Александром Любимовым, Константином Эрнстом, Сергеем Кушнерёвым)[27]
- Финалист ТЭФИ-2008 в номинации «Продюсер телевизионной программы» за телешоу «Две звезды — 2» (совместно с Андреем Болтенко)[28]
- ТЭФИ-2009 в номинации «Продюсер телевизионной программы» за конкурс песни «Евровидение-2009»[29][30]

### Прочие
- Национальная премия общественного признания достижений женщин России «Олимпия» (2 марта 2007 года) в номинации «Бизнес-стиль» — за большой вклад в развитие отечественного телевидения и создание серии ярких разножанровых телевизионных программ[31][32]

## Личная жизнь
Синельщикова имеет дочь Анастасию и сына Игоря.
В 1998 году на симфоническом концерте в Московской консерватории Синельщикова познакомилась с Константином Эрнстом. С 1998 по 2010 год сожительствовала с ним. Журналисты светской хроники отмечали большой вклад Синельщиковой в достижения Эрнста на посту главы ОРТ и «Первого канала». Синельщикова и Эрнст расстались в 2010 году. 